# Альбрік
Альбрік (Альберік із Труа-Фонтен) — французький канонік 2-ї половини XIII ст. з цистерціанського абатства Тріум фонтіум (Трьох джерел) в окрузі Шанон, на Марні.

## Біографія
У 60-х роках XIII століття завершив написання хроніки, в якій вміщено повідомлення про похід галицько-волинського князя Романа Мстиславича проти краківського князя Лєшка Білого та Конрада Мазовецького в червні 1205. Під 1227 Альбрік знову згадує про загибель князя. Роман, згідно з його згадкою, яка не підтверджується іншими джерелами, прямував «у Саксонію» («in Saxoniam»). Це стало підставою для багатьох дослідників вважати, що метою походу Романа Мстиславича була участь в усобиці між могутніми германськими феодальними династіями Вельфів та Гогенштауфенів.
У літературі Альбріка часто іменують Альберіком.